# Kirill Boliukh
Kirill Serhiiovych Boliukh (em ucraniano: Кірілл Сергійович Болюх; 12 de março de 2007) é um saltador ucraniano.

## Carreira
Boliukh fez sua estreia na seleção ucraniana em 2021, aos 14 anos, quando disputou o Abu Dhabi Aquatics Festival.
No Campeonato Mundial de Budapeste, ficou em quarto lugar com Oleksiy Sereda na plataforma sincronizada de 10 metros, embora tenham ficado em segundo na fase preliminar. Boliukh conquistou suas primeiras medalhas sênior no Campeonato Europeu de 2022 em Roma, onde terminou em segundo lugar na prova sincronizada com Sereda no disputa por equipes (junto com Baylo, Kesar e Konovalov).